# Yūto Tonokawa
Yūto Tonokawa (jap. 都乃河 勇人, Tonokawa Yūto; * 25. Januar) ist das Pseudonym eines japanischen Autors, der für den Spieleentwickler Key, zugehörig zu Visual Art’s, an der Ausarbeitung und Überarbeitung der Szenarios der Spiele arbeitet.

## Biografie
Seine ersten Kurzgeschichten verfasste Yūto Tonokawa in der Mittelschule. Dennoch gab er bekannt, dass er nie viel gelesen hätte und sich während seiner Zeit in der Mittelschule hauptsächlich nur mit Light Novels und moderner Literatur beschäftigt hätte. In der Oberschule begann er damit, die Werke der Philosophen Søren Kierkegaard und Ludwig Wittgenstein sowie der japanischen Folkloristen Kunio Yanagita und Shinobu Orikuchi zu lesen. Zu dieser Zeit spielte er mit der Vorstellung, ein Seiyū oder Mangaka zu werden, entschloss sich dann jedoch, Autor für Handlungen zu werden. Noch während der Schulzeit experimentierte Yūto mit der KiriKiri Spiel-Engine und erstellte sein erstes japanisches Adventure, welches jedoch weder über Grafiken noch Musik verfügte. Er nannte dies eine wertvolle Erfahrung, da er dabei festgestellt hätte, wie sehr sich der Schreibstil von dem einer normalen Geschichte unterscheiden würde.
Anfangs arbeitete er bei Visual Art’s in einem wenig bekannten Team. Als Jun Maeda von Key jedoch nach einem weiteren Schreiber suchte, ergab sich für ihn die glückliche Möglichkeit, bei diesem Team einzusteigen, welche er bereitwillig angenommen hatte. Zuvor hatte ihm nach dem Abschluss seines Studiums nur das Angebot vorgelegen, als externer Schreiber mitzuwirken. Dies machte ihn schließlich zu einem Szenario-Autoren von Key. Dabei hatte er wegen eines 600 Seiten starken Lebenslaufs für Aufmerksamkeit gesorgt, der auch eine Geschichte über einen weiblichen Charakter enthielt.
Seit August 2005 arbeitete er für Key an verschiedenen Werken und übernahm schließlich die Rolle des ausscheidenden Jun Maeda in dem achten Werk von Key Rewrite. Neben seiner Beschäftigung als Schreiber steht er auch durch den offiziellen Blog von Key in engerer Beziehung zu den Fans.

## Werke
Nach seinem Eintritt bei Key arbeitete er zunächst als an der Fehlerbeseitigung von Tomoyo After – It’s a Wonderful Life. Später erweiterte er das Spiel um zusätzliche Szenarien für Takafumi und Kanako, die in der PlayStation 2 Fassung des Spiels ergänzt wurden.
Seine erste größere Aufgabe war die Beteiligung an der Entwicklung von Keys sechsten Spiel Little Busters!. Für dieses schrieb er die Handlungsabschnitte der zwei Hauptcharaktere Komari Kamikita und Yuiko Kurugaya. Ebenfalls arbeitete er die Handlung von Sasami Sasasegawa in Little Busters! Ecstasy heraus.
Seine erste Arbeit als Liedtexter war der Titel Alicemagic, der in Little Busters! Ecstasy als Abspann verwendet wurde.
Neben Romeo Tanaka und Ryūkishi07 war er einer der drei Drehbuchautoren an dem Spiel Rewrite, sowie dessen Fortsetzung Rewrite Harvest festa!.